# Diocesi di Comba
La diocesi di Comba (in latino: Dioecesis Combensis) è una sede soppressa del patriarcato di Costantinopoli e una sede titolare della Chiesa cattolica.

## Storia
Comba (o Komba), identificabile con Gömile Kalesi nell'odierna Turchia, è un'antica sede episcopale della provincia romana di Licia nella diocesi civile di Asia. Faceva parte del patriarcato di Costantinopoli ed era suffraganea dell'arcidiocesi di Mira.
La diocesi è documentata nelle Notitiae Episcopatuum del patriarcato di Costantinopoli dal VII al XII secolo.
La sede sembra essere tardiva, poiché nessuno dei suoi vescovi è menzionato nelle fonti letterarie, soprattutto quelle conciliari, dal IV al VII secolo. Il primo vescovo conosciuto è Macedone (Makédon), il cui nome appare in un'iscrizione, databile al V secolo/VI secolo, scoperta nel sito di Comba. Dei vescovi riportati da Le Quien, appartenevano certamente alla sede di Comba Costantino I, che prese parte al secondo concilio di Nicea nel 787; e Costantino II, che fu tra i padri del concilio di Costantinopoli dell'879-880 che riabilitò il patriarca Fozio.
A questi, Le Quien aggiunge anche il vescovo Giovanni, che partecipò al concilio Quinisesto del 692. Tuttavia nell'edizione critica dei canoni e delle sottoscrizioni di questo concilio non risulta nessun vescovo di Comba.
Dal 1933 Comba è annoverata tra le sedi vescovili titolari della Chiesa cattolica; la sede è vacante dal 18 dicembre 1984. Finora unico titolare è stato il cappuccino Tarcisius Henricus Josephus van Valenberg, vicario apostolico del Borneo Olandese, oggi arcidiocesi di Pontianak in Indonesia.

## Cronotassi

### Vescovi greci
- Macedone † (V secolo/VI secolo)
- Costantino I † (menzionato nel 787)
- Costantino II † (menzionato nell'879)

### Vescovi titolari
- Tarcisius Henricus Josephus van Valenberg, O.F.M.Cap. † (10 dicembre 1934 - 18 dicembre 1984 deceduto)